# Ádám Récsey
Ádám Baron Récsey von Récse (auch Rétsey von Rétse, * 1775 in Sárd, Komitat Unterweißenburg; † 26. Oktober 1852 in Wien) war ein ungarischer Soldat und k.k. Feldzeugmeister. Im Oktober 1848 war er nach gesetzeswidriger Ernennung durch König Ferdinand V. für wenige Tage Ministerpräsident Ungarns.

## Leben
Récsey entstammte einer wenig bemittelten siebenbürgischen Adelsfamilie und trat im April 1789 als Cadet in das Infanterieregiment Nr. 32 der Kaiserlichen Armee ein. Ab 1793 nahm Récsey an den Napoleonischen Kriegen teil und kämpfte zunächst in den Niederlanden, und ab 1796 in Italien, wo er an den Schlachten bei Bessano, Verona und Magnano teilnahm. 1809 wurde Récsey zum Oberst ernannt und kämpfte in den Schlachten um Dresden, bei Kulm und Leipzig. Am 23. Oktober 1813 wurde ihm für seine Dienste das Ritterkreuz des Maria Theresien-Ordens verliehen. 1820 wurde Récsey zum Generalmajor der Truppen in Italien, und 1839 zum Kommandierenden General in Galizien ernannt. Nach seiner Ernennung zum zweiten Capitän der ungarischen Leibgarde im April 1846 und der damit verbundenen Versetzung nach Wien verlieh ihm die galizische Hauptstadt Lemberg das Ehrenbürgerrecht.
Am 3. Oktober 1848 ernannte König Ferdinand V. Récsey, nach Rücktritt von Lajos Batthyány, rechtswidrig zum ungarischen Ministerpräsidenten. Récsey erklärte daraufhin mit Gegenzeichnung des Königs den Kriegszustand, löste den Landtag auf und ernannte den kroatischen Ban Joseph Jelačić von Bužim zum Oberbefehlshaber der ungarischen Truppen. Wenige Tage später erklärte er am 7. Oktober seinen Rücktritt und wurde vier Tage später von Aufständischen in Gewahrsam genommen. Nach Ende der Revolution kam Récsey frei und ging 1850 nach fast 61-jähriger Dienstzeit in den Ruhestand.